# Tavrali
Tavrali (en georgiano y esvano: თავრალი) es una aldea de Georgia ubicada en el noreste de la región de Mingrelia-Alta Esvanetia, siendo parte del municipio de Mestia.

## Geografía
Tavrali se encuentra en el lado derecho del río Enguri, a 3 km de Nakra y a 58 km de Mestia. La aldea es parte de la región histórica de Esvanetia y se administra desde el pueblo de Nakra.

## Demografía
La evolución demográfica de Tavrali entre 2002 y 2014 fue la siguiente:
| 0                                               | 4 |
| (Fuente: Population of Georgia in Soviet times) |   |

Según el censo de 2014, los georgianos (esvanos) constituían el 100% de la población.

## Economía
La ganadería se desarrolló durante el período soviético.